# Volfram
Volfram je kemijski element atomskog (rednog) broja 74 i atomske mase 183,84(1). U periodnom sustavu elemenata predstavlja ga simbol W.
Dobiva se iz rude volframita (volframat željeza i mangana), u obliku sivog praha, koji se grijanjem pod tlakom na temperaturi ispod tališta može pretvoriti u kompaktni rastezljivi metal. Volfram je 1781. godine otkrio Carl Wilhelm Scheele. Ime je dobio po mineralu volframitu. Nastalo je od njemačkog prijevoda latinskog naziva volframove rude "lupi spuma", što znači "vučja pjena". Također se naziva tungsten, što dolazi od švedskih riječi "tung sten", koje u prijevodu znače "težak kamen".
Volfram je tvrd, krt, sjajan srebrnobijeli metal koji ima iznimno visoku gustoću od 19,25 g/cm³, što je skoro jednako kao zlato (19,3 g/cm³). Za usporedbu, olovo ima gustoću od 11,34 g/cm³, a najgušći element, osmij ima gustoću od 22,57 g/cm³. Ima drugo najviše vrelište od svih elemenata (5930 °C) i najviše talište od svih kovina (3422 °C). Zbog najvišeg tališta, volframove niti se koriste kao žarne niti u električnim žaruljama, koje što se više zagrijavaju, to daju više svjetlosti.
Volfram čini slitine s mnogim metalima. Čelici s volframom su izvanredne tvrdoće i elastičnosti. Inače se volfram upotrebljava kao sastojak čelika i legura od kojih se prave noževi za brzo rezanje metala na tokarilici (brzorezni čelik), te slitina za električne kontakte. Volframovi karbidi, W2C i WC, glavni su sastojak tvrdih metala za oštrice alata (vidija). Volframov trioksid WO3 služi kao žuta boja za staklo. Soli volframove kiseline H2WO4 (volframati) i kiseline s kiselim oksidima služe u analitičkoj kemiji, te u proizvodnji boja.

## Svojstva volframa

### Fizikalna svojstva
Volfram je tvrd, sjajan, srebrnobijeli metal s najvišim talištem (3422 °C), najnižim tlakom vlastitih para, te najvećom vlačnom čvrstoćom (sve do temperature 1650 °C) od svih metala. Javlja se u dvije alotropske modifikacije: "alfa-volfram", koji je prostorno centrirane kubične kristalne strukture, i "beta-volfram", koji je plošno centrirane kubične strukture. Pri sobnoj temperaturi na zraku je postojan, a zagrijan do crvenog žara izgara dajući volframov(VI) oksid. Vrlo čist metal, iako tvrd, dobro se obrađuje klasičnim metodama. No, ako sadrži imalo primjesa, postaje vrlo krhak. Volfram se stoga bolje i češće obrađuje metodama metalurgije praha.

### Izotopi volframa
Prirodni volfram je smjesa od pet stabilnih izotopa: volfram-18O, volfram-182, volfram-183,  volfram-184 i volfram-186, a poznato je još dvanaest prirodnih radioaktivnih izotopa. Svi ti izotopi su ustvari radioaktivni izotopi, ali neki od njih s vrlo velikim vremenom poluraspada (prelaze u hafnij s alfa raspadom), pa se zato smatraju "stabilnima". Za volfram-18O se pretpostavlja da ima vrijeme poluraspada od 1,8 ± 0,2 × 1018 godina, što znači da se u jednom gramu prirodnog volframa dogode 2 raspada volframa-18O u godini dana (2 Bekerela). Za ostala četiri stabilna prirodna izotopa, vrijeme poluraspada se pretpostavlja:
- volfram-182: vrijeme poluraspada >  8,3 × 1018 godina;
- volfram-183: vrijeme poluraspada >  29 × 1018 godina;
- volfram-184: vrijeme poluraspada >  13 × 1018 godina;
- volfram-186: vrijeme poluraspada >  27 × 1018 godina;

Od ostalih prirodnih i umjetnih izotopa najstabilniji je volfram-181, koji ima vrijeme poluraspada 121,2 dana; zatim volfram-185 ima vrijeme poluraspada 75,1 dana; volfram-188 ima vrijeme poluraspada 69,4 dana; volfram-178 ima vrijeme poluraspada 21,6 dana, te volfram-187 koji ima vrijeme poluraspada 23,72 sata. Ostali radioaktivni izotopi imaju vrijeme poluraspada manje od 3 sata, a većina manje od 8 minuta. Volfram ima i četiri metastabilna izotopa, od kojih je najstabilniji volfram-179m koji ima vrijeme poluraspada 6,4 minute.

### Kemijska svojstva
Volfram je otporan na djelovanje većine kiselina, tako da ga fluorovodična kiselina i zlatotopka nagrizaju vrlo sporo, ali se brzo otapa u smjesi dušične i fluorovodične kiseline. Lako i brzo se otapa u talini NaOH + NaNO3, a taljenjem s lužinama daje volframate.
Volfram pravi spojeve u kojima ima oksidacijski broj 0, +2, +3, +4, +5 i +6. Spojevi s nižim oksidacijskim brojem nemaju osobitu važnost, a tipični su u karbonilnim i fosfinskim spojevima. Veći broj spojeva, posebno oksida, nestehiometrijskog su sastava. Volfram stvara brojne komplekse. U višim oksidacijskim stanjima ima uglavnom S- i O-ligande, a u nižim P-ligande. Halogenidi nižih oksidacijskih stanja obično su polimerizirani s jakim W - W vezama.
Glavne skupine spojeva su:
- Volframovi halogenidi nastaju izravnom sintezom elemenata. Fluoridi volframa postoje u oksidacijskim brojevima +6, +5 i +4 (WF6,WFs i WF4). Pripadni kompleksi sadrže ione [WF7]- i [WF6]-. Kloridi postoje u oksidacijskim brojevima od +6 do +2 (WCl6, WCl5, WCl4, WCl3 i WCl2, a kompleksni kloridi sadrže ione [WCl6]-, [WCl6]2- i [W2Cl9]3-. Analogno postoje bromidi (WBr6, WBr4, WBr3 i WBr2), te jodidi (WI4, WI3 i WI2) i njihovi kompleksi.
- Volframovi stehiometrijski oksidi su žuti WO3 i smeđi WO2. Pored njih postoje brojni nestehiometrijski oksidi. Najvažniji je volframov(VI) oksid (WO3). Netopljiv je u kiselinama, a otapanjem u lužinama daje ortovolframate, ione WO42-. Ovisno o alkalnosti otopina ortovolframata mogu nastati manje ili više polimerni volfrarnati npr. M10W12O41 x aH2O, M6W7O24 x bH2O i M6H2W12O40. Reakcijom elementamog volframa s alkalijskim volframatima uz zagrijavanje, dobiju se intenzivno obojene tzv. volframove bronce (M x WO3, gdje je M = Li, Na ili K), koje imaju metalni izgled i dobri su vodiči električne struje.
- Volframovi karbidi, W2C i WC, glavna su sastojina tvrdih metala za oštrice alata ("Widia").

### Dobivanje volframa
Čisti metal volfram može se dobiti redukcijom volframovog(VI) oksida (WO3) vodikom. Za dodivanje WO3 koriste se volframove rude ferberit ili šelit, koje se najprije raščine natrijevim karbonatom uz prisutnost zraka:
4 FeWO4(s) + 4 Na2CO3(s) + O2(g) <=> 4 Na2WO4(s) + 2 Fe2O3(s) + 4 CO2(g)
CaWO4(s) + Na2CO3(s) <=> Na2WO4(s) + CaCO3(s)
Nastali natrijev volframat otopi se u vodi i zakiseli, pri čemu se istaloži netopljiva ortovolframatna kiselina (H2WO4), koja se zagrijava da bi se dobio čisti WO3. Redukcija oksida vodikom odvija se pri temperaturi 1200 °C, a nastaje elementarni volfram u obliku metalnog praha:
WO3(S) + 3 H2(g) <-> W(g) + 3 H2O(g)
Budući da se dosta volframa upotrebljava u metalurgiji kao ferovolfram, koji se legira s čelicima (velik broj različitih alatnih čelika), volframove rude se direktno prerađuju u ferovolframat. Pri tom se ruda ferberit reducira s aluminijem, a šelit i volframit se reduciraju koksom u električnim pećima, uz dodatak odgovarajućih količina željezovog(III) oksida.

### Minerali i proizvodnja
Volfram se nalazi u mineralima volframitu (volframat željeza i mangana, (Fe,Mn)WO4), šelitu (kalcijev volframat (CaWO4), ferberitu (FeWO4) i huebneritu (MnWO4). U zemljinoj kori ima ga otprilike sto puta manja od kroma. Kina je proizvela 51 000 tona volframovog koncentrata u 2009., što je bilo 83% svjetske proizvodnje te godine (61 000 tona). Ostali veći proizvođači volframa su: Rusija (2 500 tona), Kanada (1 964 tone), Bolivija (1 023 tone), Austrija (900 tona), Portugal (900 tona), Tajland (600 tona), Brazil (500 tona), Peru (500 tona) i Ruanda (500 tona). U Demokratskoj Republici Kongo je primjećeno neetičko rudarenje volframa.

### Biološka uloga volframa
Kod ljudi volfram nema nikakvu biološku ulogu. Smatra se da je volfram blago otrovan (toksičan). Smrtonosna doza metala volframa je oko 2 grama po kilogramu tjelesne težine. Volfram iritira kožu i oči i eksperimentalni je teratogen. U čovjeku prosječne težine 70 kg ima ga 0,02 mg.

## Primjena
Oko pola proizvedenog volframa se koristi za dobivanje tvrdih metala, posebno volframovog karbida.

### Tvrde legure
Tvrde legure se upotrebljavaju za izradu visokokvalitetnih reznih alata, kod kojih se mogu primijeniti velike brzine rezanja i dobije se visoka kvaliteta površine koja se obrađuje. Zbog visokih temperatura koje se pri procesima rezanja razvijaju (> 700 °C), zahtjev u svojstvima se prije svega odnosi na veliku tvrdoću, otpornost na trošenje i stabilnost osobina na povišenim temperaturama (puzanje). Rezni alati izrađeni od tvrdih legura imaju bolja svojstva od alata izrađenih od brzoreznih čelika, posebno bolja svojstva rezanja na povišenim temperaturama. Izrađuju se procesom sinterovanja (metalurgija praha), tvrde legure na bazi volframovog karbida (kompozitni materijal) i procesom lijevanja – steliti. Zbog načina dobivanja, ali i velike tvrdoće, tvrde legure se ne mogu oblikovati plastičnim deformiranjem (npr. kovanje), niti toplinskom obradom.

### Žarne niti električnih žarulja
Važna je upotreba volframa za žarne niti električnih žarulja i katoda elektronskih cijevi. Žarne niti se proizvode ili iz štapića volframa ciklusima: kovanje - zagrijavanje - hlađenje, dok ne postane rastezljiv metal da se može izvlačiti u tanke niti promjera oko 0,01 mm. Druga metoda je propuštanje niti napravljenih od smjese praha volframa, 1 - 4% ThO2 i veziva kroz peći zagrijane na temperaturu 2200 - 2400 °C. U tom prolazu praškasta smjesa se sinterira, a ThO2 pospješuje proces sinteriranja i kontrolira rast kristalnog zrna, a time i mikrokristalnu morfologiju. Volfram za žarne niti mora imati izdužene mikrokristale. Ovako dobivene volframove niti upotrebljavaju se za proizvodnju žarnih niti u elektronskim i katodnim cijevima, te električnim žaruljama.

### Volfram za legiranje
Iz volframa se izrađuje ferovolfram, legura koja se upotrebljava u metalurgiji za dobivanje čvrstih volframovih čelika, koji se odlikuju izuzetnom antikorozivnošću na visokim temperaturama. Koriste se za izradu oplata visokotemperaturnih peći, električnih grijača i brojnih raketnih elemenata, posebno mlaznica u svemirskoj tehnologiji. Poznati čelici za brzorezne alate, Haselloy i Stellit, legirani su volframom. Volframov karbid (WC), jedna je od najtvrđih tvari i glavnih proizvoda na bazi volframa, a koristi se za izradu brzoreznih alata ili kao nanos na alatima iz tvrdih sinterovanih metala, te za alate koji se upotrebljavaju u naftnoj industriji i rudarstvu - za najkritičnije dijelove (vrhove bušilica i rudarskih drobilica). Karbid ima tvrdoću 9,5 na Mohsovoj ljestvici od 10 (za dijamant) i talište pri 2860 °C.
Volfram se legira i s drugim metalima kao što su srebro, bakar i nikal. Ove se legure koriste za električne kontakte, štitove za ionizirajuća zračenja, izradu teških strojnih dijelova (žiroskopskih rotora, zrakoplovnih protuutega i sl.). Legure s kobaltom i kromom također se koriste za izradu reznih alata i raznih ekstruzijskih elemenata.
Tantal se najviše koristi legiran s volframom i niobijem, te nešto manje s hafnijem i molibdenom. Volfram u kristalu tantala stvara čvrstu, malo prednapregnutu otopinu, čime mu povećava čvrstoću (efekt očvršćavanja čvrste otopine), a vrlo malo utječe na antikorozivnost tantala. Ove su legure izuzetno antikorozivne (mogu im parirati jedino stakla), pa se koriste za izradu dijelova u kemijskim postrojenjima koji su izloženi jakim korozivnim sredstvima (najčešće za prevlačanje reakcijskih kotlova). Koriste se u proizvodnji klorovodične kiseline i vodikovog peroksida, za izradu kada za kromiranje, kao dodaci kromovih grijača i čelika ili za proizvodnju samih visokotemperaturnih grijača. Legure na bazi tantala, uz visoku antikorozivnost, vrlo su čvrste pa se koriste i u svemirskoj tehnologiji. Dodaci cirkonija omogućuju zadržavanje visoke čvrstoće i do temperature od 1200 °C, ali cirkonij smanjuje antikorozivna svojstva legure.

### Kinetički penetrator
Legure volframa, nikla i željeza (ili kobalta) se koriste za izradu kinetičkog penetratora. Kinetički penetrator (znan kao KE penetrator) je tip municije, koja poput metka ne eksplodira, a za proboj (penetraciju) mete koristi kinetičku energiju. Ovaj naziv može se koristiti za svu municiju koja koja koristi kinetičku energiju kako bi probila neko sredstvo ili metu, ali obično se misli na protuoklopna oružja, kao APFSDS (engl. Armor-Piercing Fin-Stabilized Discarding Sabot) ili LRP (engl. Long-Rod Penetrator), a ne na metke.
Obrnuto od KE penetratora je uporaba kemijske energije kao penetratora. U uporabi su dvije vrste takvih projektila: HEAT (engl. High Explosive Anti-Tank) i HESH (engl. High Explozive Squash Head). U prošlosti su ovakvi projektili masovno korišteni za uništavanje tenkova, ali s pojavom dvoslojnog i višeslojnog (Chobhom) oklopa kakve danas koriste suvremeni tenkovi, njihova učinkovitost u probijanju oklopa je postala znatno manja.

### TIG postupak zavarivanja
TIG ili elektrolučno zavarivanje netaljivom elektrodom u zaštiti inertnog plinom (engl. Gas Tungsten Arc Welding – GTAW), je ručni postupak zavarivanja, koji koristi netaljivu volfram elektrodu, inertni ili poluinertni zaštitni plin, i posebno dodatni materijal. Karakteristika ovog postupka je stabilan električni luk i visoko kvalitetan zavar, ali zahtjeva izuzetne vještine zavarivača i relativno je spor. Iako se može koristiti za skoro sve vrste materijala, najčešće se koristi za zavarivanje nehrđajućih čelika i lakih metala. Često se koristi kod proizvodnje bicikla, zrakoplova i brodova.